# Herb Gryfowa Śląskiego
Herb Gryfowa Śląskiego – jeden z symboli miasta Gryfów Śląski i gminy Gryfów Śląski w postaci herbu.

## Wygląd i symbolika
Herb przedstawia na białej tarczy herbowej złotego gryfa skierowanego w heraldycznie prawą stronę, trzymającego w szponach błękitną zbroję rycerską z mieczem. 

## Historia

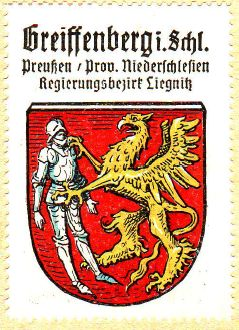
Dawny herb Gryfowa Śląskiego na przedwojennym znaczku pocztowym

Poprzednie wzory herbu miały czerwoną barwę tarczy herbowej, a przy zbroi nie było miecza. Godło herbowe znane jest od XIV wieku. Według legendy, wzmiankowanej w opisie śląskich miejscowości z 1832, podczas zakładania osady natrafiono na gniazdo, a w nim młode gryfy, co miało dać nazwę miastu i wpłynąć na wygląd herbu. Podobny motyw herbowy występuje w rodowym herbie hrabiów Schaffgotsch, związanych z Gryfowem. 